# Vittoria amara
Vittoria amara (Bitter Victory) è un film del 1957 diretto da Nicholas Ray, tratto dal romanzo Amère victoire di René Hardy.

## Trama
Nel 1942, un plotone inglese parte in missione, attraverso il deserto, per impadronirsi di alcuni documenti custoditi dai tedeschi a Bengasi. Il gruppo è guidato dal capitano Jim Leith e dal maggiore David Brand, la cui moglie, Jane, ha avuto in passato una relazione con Leith, verso il quale prova ancora attrazione. Durante l'assalto al quartier generale tedesco, Brand non se la sente di uccidere una sentinella e al suo posto lo fa Leith, che poi accusa il maggiore di viltà. Brand, ferito nell'amor proprio e geloso di Leith, ne desidera la morte e durante una sosta, vedendo uno scorpione che si avvicina al rivale, esita ad avvisarlo, sicché questi viene punto. Nonostante le cure, Leith s'indebolisce sempre più e muore durante una tempesta di sabbia. La missione si conclude con successo, ma Brand, insignito di una medaglia, l'attacca al petto di un fantoccio dopo che Jane si è allontanata da lui.

## Critica
Il Morandini cita il giudizio di Jean-Luc Godard («...come il sole, Vittoria amara vi farà chiudere gli occhi. La verità acceca») e conferisce al film un punteggio in stelline di 3½ su 5 (a fronte di 2 pallini su 5 come successo di pubblico), commentando: «Suggestivo, pieno di pagine di dolorante intensità e sequenze di smagliante efficacia, ha anche momenti sordi o irrisolti ma non incidono. Funzionale fotografia di M. Kelber».